# Jirō Yamagishi
Jirō Yamagishi (山岸 二郎, Yamagishi Jirō), né le 23 mai 1912 à Moji et mort en 1997, est un ancien joueur de tennis japonais.

## Carrière
1/8 de finale à Wimbledon en 1934 et à l'US Open en 1937.
Joueur en Coupe Davis avec le Japon.
Au premier tour de Wimbledon 1937 il bat Edward Hansom 6-0, 6-0, 6-0.